# Seeschlacht bei Grönham
1. Phase: Schwedische Dominanz (1700–1709)
Dänischer Kriegsschauplatz (1700)
Humlebæk • Tönning I 
Livländ./ Estnischer Kriegsschauplatz (1700–1708)
Riga I • Jungfernhof • Varja • Pühhajoggi • Narva • Petschora • Düna • Rauge • Erastfer • Hummelshof • Embach • Tartu • Narva II • Wesenberg I • Wesenberg II
Ingermanländ./ Finnischer Kriegsschauplatz (ab 1701)
Archangelsk • Ladogasee • Nöteborg • Nyenschanz • Newa • Systerbäck • Petersburg • Wyborg I • Porvoo • Newa II • Koporje II • Kolkanpää
Litauisch-weißrussischer Kriegsschauplatz (1702–1706)
Vilnius • Saladen • Jakobstadt • Gemauerthof • Mitau • Grodno I • Olkieniki • Njaswisch • Klezk • Ljachawitschy
Polnischer Kriegsschauplatz (1702–1706)
Klissow • Pułtusk • Thorn • Lemberg • Warschau • Posen • Punitz • Tillendorf • Rakowitz • Praga • Fraustadt • Kalisch 
Russischer Kriegsschauplatz (1708–1709)
Grodno II • Golowtschin • Moljatitschi • Rajowka • Lesnaja • Desna • Baturyn • Koniecpol • Weprik • Opischnja • Krasnokutsk • Sokolki • Poltawa I • Poltawa II
2. Phase: Schweden in der Defensive (1710–1721)
Baltischer und Finnischer Kriegsschauplatz (bis 1714)
Riga II • Wyborg II • Pernau • Kexholm • Reval • Hogland • Pälkäne • Storkyro • Nyslott • Hanko 
Schwed./Norwegischer Kriegsschauplatz (1710–1721)
Helsingborg • Køge-Bucht • Bottnischer Meerbusen • Frederikshald I • Dynekilen-Fjord • Göteborg I • Strömstad • Trondheim • Frederikshald II • Marstrand • Ösel • Göteborg II • Södra Stäket • Grönham • Sundsvall
Norddeutscher Kriegsschauplatz (1711–1716)
Elbing • Wismar I • Lübow • Stralsund I • Greifswalder Bodden I • Stade • Rügen • Gadebusch • Altona • Tönning II • Stettin • Fehmarn • Wismar II • Stralsund II • Jasmund • Peenemünde • Greifswalder Bodden II • Stresow 
Die Seeschlacht bei Grönham (oder Seeschlacht bei Grengam) vom 27. Julijul. / 7. August 1720greg. war die letzte große Seeschlacht im Großen Nordischen Krieg. Sie fand bei den Alandinseln, in der Ledsundstraße zwischen den Inselsiedlungen Föglö und Lemland statt. Die russische Galeerenflotte unter Kommando von Michail Michailowitsch Golizyn besiegte eine schwedische Segelflottille unter dem Kommando von  Carl Georg Siöblad.

## Vorgeschichte
| \| Seeschlacht bei Grönham \| |
| Lage des Schlachtfeldes       |
| Seeschlacht bei Grönham       |

Seit der Seeschlacht von Hanko 1714 besaß Russland die Seeherrschaft im nördlichen Teil der Ostsee. In den Folgejahren führten russische Galeerenflotten immer wieder Angriffe gegen die schwedische Küste durch. Die großen Linienschiffe der Schweden konnten nicht gegen die russischen Galeeren nahe an der Küste operieren, daher war eine wirkungsvolle Verteidigung dieser Abschnitte nicht möglich.
Ende Juli 1720 befahl Peter I. der russischen Flotte, bestehend aus 52 Galeeren und 15 Segelschiffen mit 52 Kanonen und 11.000 Mann, die Alandinseln im Bottnischen Meerbusen zu besetzen und die Schweden von der Inselgruppe zu vertreiben. Die Flotte wurde angeführt von General Golizyn. Die schwedische Flotte unter dem Kommando von Vizeadmiral Carl Georg Siöblad verfügte über ein Linienschiff mit 52 Kanonen, 4 Fregatten und 9 kleineren Schiffen mit zusammen 156 Kanonen und über 1000 Soldaten. Siöblad unternahm einen Versuch, die Russen bereits auf dem Anmarschweg anzugreifen.

## Verlauf
Aufgrund der überlegenen schwedischen Artillerie zog sich der russische General Golizyn in die felsigen Inselgruppen der Alandinseln zurück. Die Schweden verfolgten die russischen Schiffe, doch Golizyn schaffte es, eine vorteilhafte Position an einer schmalen Meerenge einzunehmen und ließ seine Schiffe einen Halbkreis bilden. Das schwedische Linienschiff und vier Fregatten, die den Schiffen folgten, traten in die Seestraße ein. Zwei der Fregatten liefen daraufhin auf Felsen auf. Die Schweden bemerkten nun ihre nachteilige Lage und begannen sich zurückzuziehen. Die russischen Galeeren, die aufgrund ihrer besseren Manövrierbarkeit deutlich im Vorteil waren, verfolgten die verbliebenen zwei Fregatten und eroberten sie nach schweren Kämpfen. Das einzige schwedische Schiff, das es schaffte zu entkommen, war das Flaggschiff von Vizeadmiral Siöblad.

## Folgen

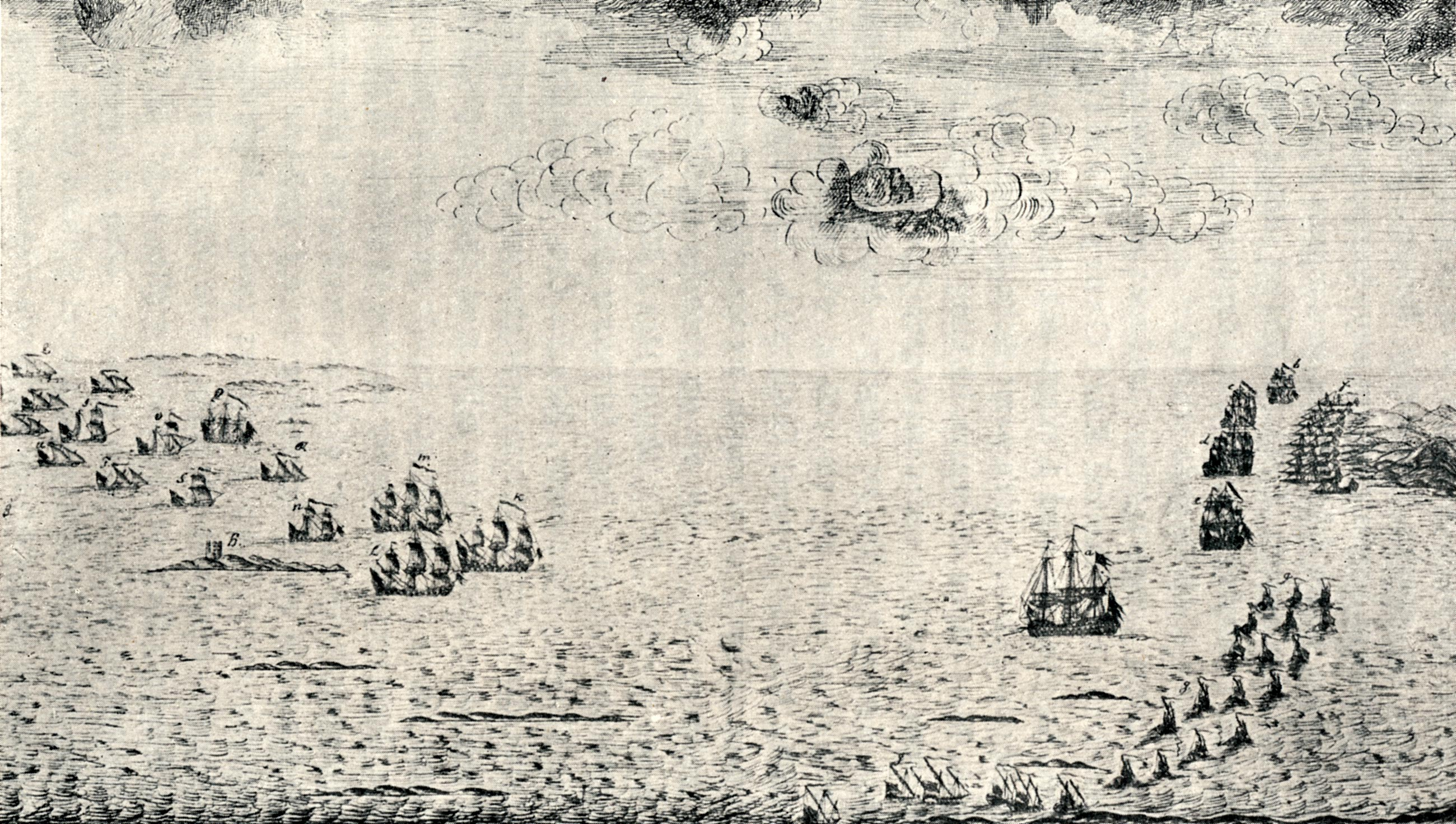
Zeitgenössischer schwedischer Stich der Schlacht der das schwedische Flaggschiff und die vier Fregatten beim Vorstoß gegen die russische Flotte zeigt

Die schwedische 34-Kanonen-Fregatte Stor Phoenix, die 30 Kanonen zählende Vainqueur, die 22 Kanonen zählende Kiskin und die 18 Kanonen zählende Fregatte Danska Orn waren von den Russen erobert. Die Schweden verloren 103 Tote und 407 Gefangene. Die russische Flotte hatte Verluste von 82 Toten und 236 Verwundeten erlitten.
Der Sieg bei Grönham sicherte die russischen Eroberungen und war wichtig, um weitere Operationen gegen schwedische Schiffe in der Region durchführen zu können. 1721, im letzten Jahr des Krieges, überfielen russische Galeeren schwedische Städte entlang der schwedischen Küste.